# جيان (لاعب كرة قدم برازيلي)
جيان (بالبرتغالية: Giancarlo Dias Dantas) هو لاعب كرة قدم برازيلي في مركز الوسط، ولد في 25 أغسطس 1974 في Sertaneja, Paraná ‏ في البرازيل. شارك مع منتخب البرازيل تحت 17 سنة لكرة القدم ومنتخب البرازيل تحت 20 سنة لكرة القدم. أما مع النوادي، فقد لعب مع بورتوغيزا سانتيستا وسانتو أندريه ونادي سيارا ونادي غوياس ونادي فاسكو دا غاما ونادي لوزيرن.

## وصلات خارجية
- جيان (لاعب كرة قدم برازيلي) على موقع الاتحاد الدولي (مؤرشف)  (الإنجليزية)
- جيان (لاعب كرة قدم برازيلي) على موقع قاعدة بيانات كرة القدم.إي يو (الإنجليزية)